# Moraes Moreira
Antônio Carlos Moraes Pires (Ituaçu, 8 de julho de 1947 — Rio de Janeiro, 13 de abril de 2020), mais conhecido como Moraes Moreira, foi um músico brasileiro. Durante a década de 1970, ele foi membro do grupo Novos Baianos, entrando mais tarde numa carreira solo que rendeu 29 álbuns. Moraes esteve envolvido na gravação de 40 álbuns completos com os Novos Baianos e o trio elétrico Dodô e Osmar, além de mais dois álbuns com o guitarrista Pepeu Gomes.
Tornando-se um dos compositores mais versáteis do Brasil, sintetizou gêneros como rock, samba, choro, frevo, baião e música erudita. Em 2012, foi eleito como o 57º maior artista da música brasileira pela revista Rolling Stone Brasil. Acabou Chorare, lançado pelos Novos Baianos em 1972, foi classificado pelo mesmo periódico como o maior álbum brasileiro de todos os tempos.

## Biografia e carreira

### Novos Baianos

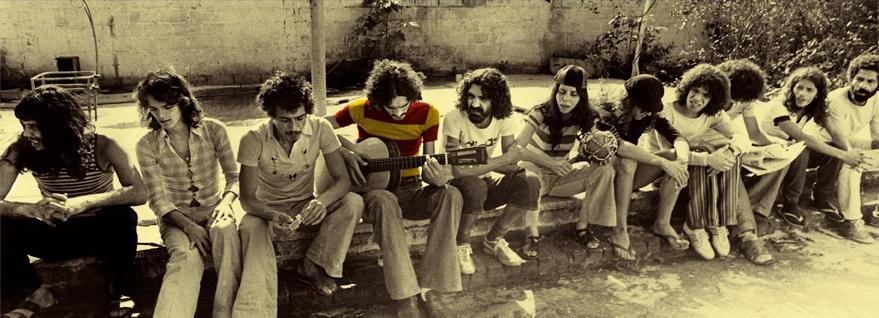
Moraes (quarto integrante, da esquerda para a direita) com o grupo, no início da década de 1970.

Moraes começou tocando sanfona de doze baixos em festas de São João e em outros eventos de sua cidade-natal, Ituaçu, como no "Portal da Chapada Diamantina". Em sua adolescência, enquanto concluía um curso de ciências na cidade de Caculé, Bahia, aprendeu a tocar violão. Mudou-se para Salvador, conhecendo Tom Zé e entrando em contato com o rock. Ao conhecer Baby Consuelo, Pepeu Gomes, Paulinho Boca de Cantor e Luiz Galvão, formou o conjunto Novos Baianos, em 1969. Em sua parceria com Galvão, compôs quase todas as canções interpretadas pelo grupo. Em dezembro de 2015, anunciaram um retorno com a formação original.

### Carreira solo
Iniciou sua carreira solo em 1975 como vocalista do trio elétrico Dodô e Osmar e gravou várias músicas populares associadas ao carnaval, no estilo que era convencionalmente chamado de "frevo trieletrizado". "Pombo Correio", "Vassourinha Elétrica" e "Bloco do Prazer", são exemplos de sucessos desta fase de sua carreira. Na década seguinte, distanciou-se do carnaval baiano, devido a sua comercialização para a indústria do turismo.
Nos anos 80 pela gravadora Ariola (de 1980 a 1984) e pela CBS (de 1985 a 1988, ano em que o cantor lançou dois álbuns), a discografia solo de Moraes Moreira nos anos 1980 costuma ser subestimada no confronto com a obra do grupo Novos Baianos. De fato, nenhum álbum solo de Moraes naquela década causou revolução musical como Acabou chorare (1972), pedra fundamental da discografia do grupo baiano que revelou Moraes para o mundo a partir de 1969. No entanto, são álbuns vigorosos em que o artista expandiu cancioneiro calcado na alegria tropical, procurando se atualizar sem se render aos modismos musicais da época.
Os álbuns Bazar brasileiro (1980), Moraes Moreira (1981), Coisa acesa (1982), Pintando o oito (1983), Mancha de dendê não sai (1984), Tocando a vida (1985 – único da década lançado em CD), Mestiço é isso (gravado em 1986, mas lançado em janeiro de 1987), República da música (1988) e Bahiano fala cantando (1988) apresentaram repertórios inspirados que formaram parte expressiva da obra autoral do compositor. Coisa acesa (disco que emplacou a música-título nas rádios e na trilha sonora da novela Final feliz) e de Mestiço é isso, disco do grande hit radiofônico Sintonia (Moraes Moreira, Fred Góes e Zeca Barreto, 1987) que também trouxe pot-pourri com sucessos carnavalescos e juninos do autor de Festa no interior (com Abel Silva, 1981) e Chame gente (parceria com Armandinho, de 1985). Participando do primeiro Rock in Rio 1985 e algumas edições seguintes.</ref>
Em 1994, gravou O Brasil Tem Concerto, influenciado pela música erudita, e no ano seguinte gravou o especial televisivo Acústico MTV Moraes Moreira, mais tarde transformado em CD e DVD. Em 1997, gravou um álbum carnavalesco em que comemora seus 50 anos, 50 Carnavais e dois anos depois lançou o álbum 500 Sambas, em homenagem aos 500 anos do descobrimento do Brasil.
Em 2000, lançou Bahião com H, performando o baião com seu característico sotaque baiano. Em 2003, com o lançamento de Meu Nome é Brasil, completou sua trilogia temática no Brasil, que também incluía Lá Vem o Brasil Descendo a Ladeira, de 1979 e O Brasil Tem Concerto, de 1994. Em 2005, lançou independentemente o álbum De Repente, misturando o hip hop com influências do repente nordestino.

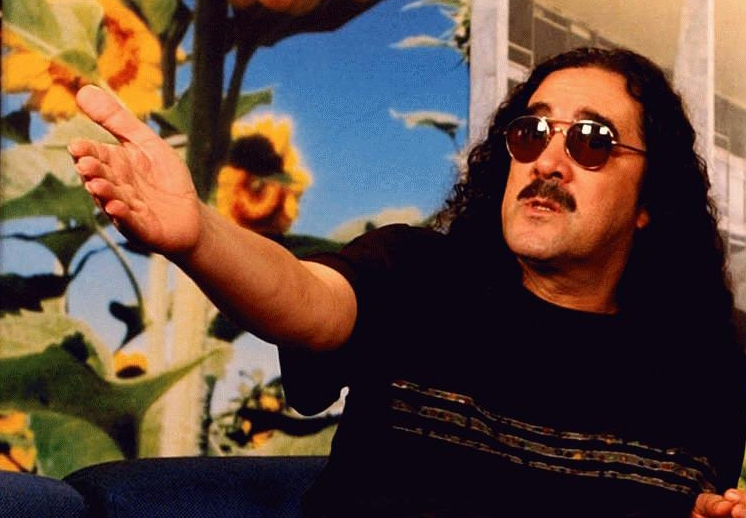
Moraes em 2003. Foto de Wilson Dias.

Em 2008, lançou o livro A História dos Novos Baianos e Outros Versos, em que conta a história do grupo em literatura de cordel, incluindo no mesmo curiosidades sobre as músicas de sua carreira solo. O livro resultou em uma turnê nacional homônima, na qual interpretou seus maiores sucessos e recitou trechos do livro. Em 2009, foi transformada em DVD e CD. Em 2012, gravou A Revolta dos Ritmos, e em 2018, Ser Tão, ambos com composições inéditas.
Em março de 2020, durante a pandemia de COVID-19, postou um cordel em sua conta oficial do Facebook sobre a quarentena aderida no Brasil e em outros países. O músico planejava um concerto no qual iria incluir mais de 20 canções não publicadas.

## Morte e reações
Em 13 de abril de 2020, Moraes morreu dormindo, no Rio de Janeiro, após sofrer um infarto agudo do miocárdio. Várias homenagens foram feitas por famosos em redes sociais e entrevistas:
"Menino do sertão da Bahia, ouviu encantado a música do mundo e fez dela seu universo expressivo. Deixa saudade e uma grande obra." (Gilberto Gil, músico e ex-Ministro da Cultura do Brasil)
"Lembro, vejo, ouço. A alma não pode acabar de chorar." (Caetano Veloso, músico)
"Está junto com os maiores compositores do Brasil e do mundo (...) e tinha uma risada maravilhosa que vai deixar saudade." (Dadi Carvalho, músico e parceiro musical no grupo Novos Baianos)
"O Moraes Moreira era um grande timoneiro, com aquele violão que não existia nada igual (...) Viveu intensamente, a música, a festa, a alegria, o Carnaval." (Paulinho Boca de Cantor, músico e parceiro musical no grupo Novos Baianos)
"A notícia de sua morte foi uma porrada. Nós somos quatro irmãos [na família Macedo, de Dodô e Osmar] e nós considerávamos Moraes o quinto irmão." (Armandinho, músico)
"Ele fazia um violão que deixava todo mundo de queixo caído. Esse Moraes Moreira, nem em cem anos pra nascer outro." (Baby do Brasil, cantora, pastora e parceira musical no grupo Novos Baianos)
"Moraes Moreira foi um músico genial, um dos maiores nomes da nossa música popular, compositor de muitos clássicos." (Luiz Inácio Lula da Silva, presidente do Brasil)
Regina Duarte, atriz e Secretária Especial da Cultura do Brasil à época, não se pronunciou sobre a morte do músico, nem sobre a do escritor Rubem Fonseca, que ocorreu dois dias depois, em 15 de abril de 2020.

## Discografia
Fontes:
- 1975 – Moraes Moreira (Som Livre)
- 1977 – Cara e Coração (Som Livre)
- 1978 – Alto Falante (Som Livre)
- 1979 – Lá vem o Brasil Descendo a Ladeira (Som Livre)
- 1980 – Bazar Brasileiro (Ariola)
- 1981 – Moraes Moreira (Ariola)
- 1982 – Coisa Acesa (Ariola)
- 1983 – Pintando o Oito (Ariola)
- 1984 – Mancha de Dendê Não Sai (Ariola)
- 1985 – Tocando a Vida (CBS)
- 1986 – Mestiço é Isso (CBS)
- 1988 – República da Música (CBS)
- 1988 – Baiano Fala Cantando (CBS)
- 1990 – Moraes e Pepeu (Warner Music)
- 1990 – Moraes e Pepeu no Japão (Warner Music)
- 1991 – Cidadão (Sony Music)
- 1993 – Terreiro do Mundo (Polygram)
- 1993 – Tem um Pé no Pelô (Som Livre)
- 1994 – O Brasil tem Conserto (Polygram)
- 1995 – Acústico MTV Moraes Moreira (EMI-Odeon)
- 1996 – Estados (Virgin)
- 1997 – 50 Carnavais (Virgin)
- 1999 – 500 Sambas (Abril Music)
- 2000 – Bahião com H (Atração Fonográfica)
- 2003 – Meu Nome é Brasil (Universal)
- 2005 – De Repente (Rob Digital)
- 2009 – A História dos Novos Baianos e Outros Versos (Biscoito Fino)
- 2012 – A Revolta dos Ritmos (Biscoito Fino)
- 2015 – Nossa Parceria - com Davi Moraes (Deckdisc)
- 2018 – Ser Tão (Discobertas)